# بيتر كوردا
بتر كوردا (بالتشيكية: Petr Korda)‏ مواليد 23 يناير 1968 في براغ، هو لاعب كرة مضرب تشيكي سابق وكان يلعب باليد اليسرى بدأ مسيرته كمحترف عام 1987، اعتزال اللعب في يوليو 1999. كما أنه أحد أبطال الجراند سلام. أعلى تصنيف له في الفردي كان المركز الثاني في سنة 1998.

## بطولات حققها
- بطولة أستراليا المفتوحة للتنس

## روابط خارجية
- بيتر كوردا على موقع رابطة محترفي التنس (الإنجليزية)
- بيتر كوردا على موقع الاتحاد الدولي لكرة المضرب (الإنجليزية)
- بيتر كوردا على موقع كأس ديفيز (الإنجليزية)
- بيتر كوردا على موقع خلاصة التنس.كوم (الإنجليزية)